# Villar-d'Arêne
Villar-d'Arêne is een gemeente in het Franse departement Hautes-Alpes (regio Provence-Alpes-Côte d'Azur) in de Oisans en telt 219 inwoners (1999). De plaats maakt deel uit van het arrondissement Briançon.

## Geografie
De oppervlakte van Villar-d'Arêne bedraagt 89,0 km², de bevolkingsdichtheid is 2,5 inwoners per km².
De onderstaande kaart toont de ligging van Villar-d'Arêne met de belangrijkste infrastructuur en aangrenzende gemeenten.

## Demografie
Onderstaande figuur toont het verloop van het inwonertal (bron: INSEE-tellingen).
Vanwege een beveiligingsprobleem met de MediaWiki Graph-software is het momenteel niet mogelijk deze grafiek weer te geven. Zodra de software is bijgewerkt zal de grafiek vanzelf weer zichtbaar worden.

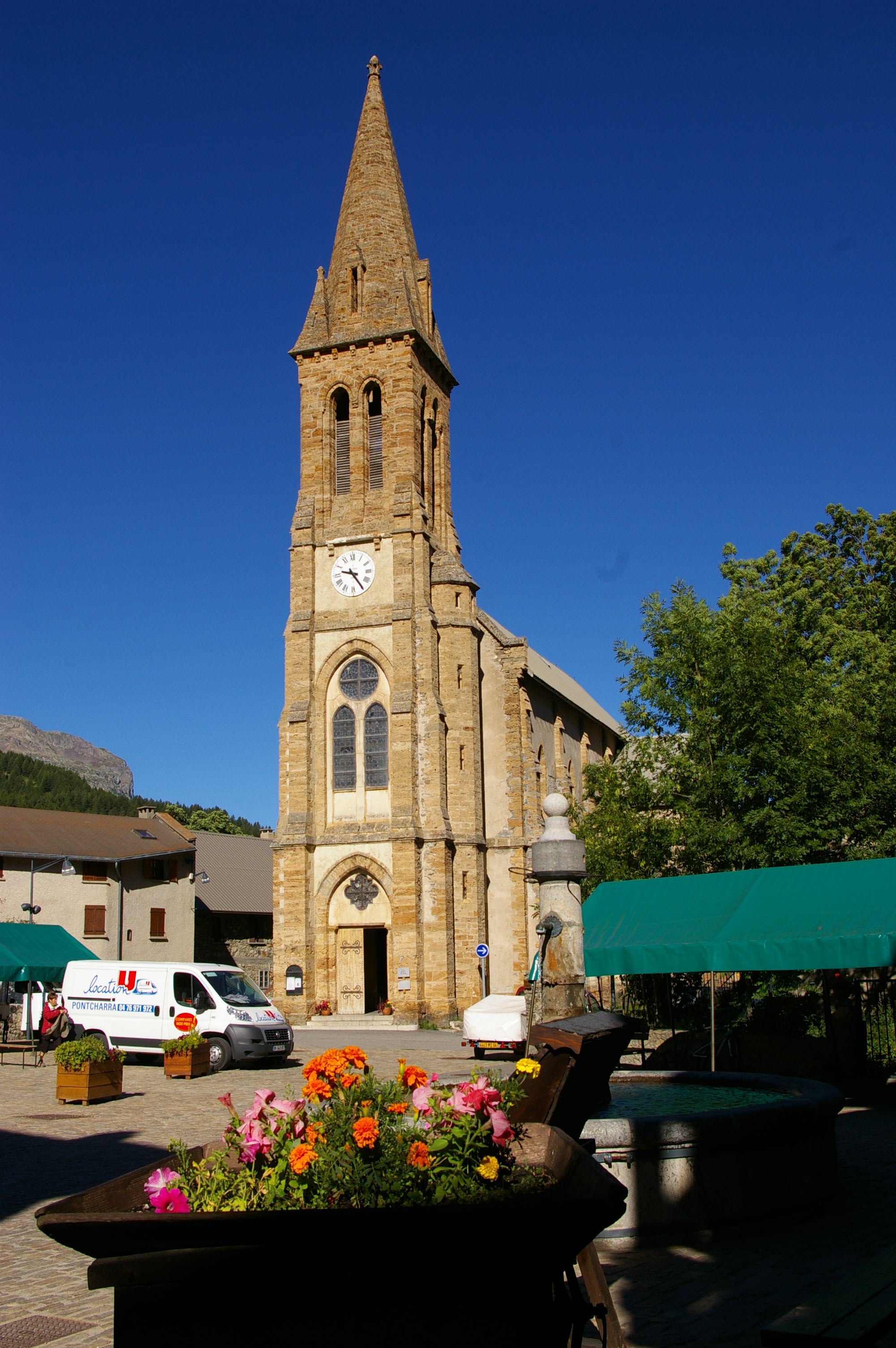
Villar-d'Arêne, centrum